# NGC 7585
NGC 7585 is een spiraalvormig sterrenstelsel in het sterrenbeeld Waterman. Het hemelobject werd op 20 september 1784 ontdekt door de Duits-Britse astronoom William Herschel.

## Ecliptica
Het stelsel NGC 7585 bevindt zich betrekkelijk dicht bij de Ecliptica, hetgeen betekent dat het, vanaf de Aarde gezien, regelmatig bezoek krijgt van de planeten van het Zonnestelsel, alsook bedekt kan worden door de Maan.

## Synoniemen
- MCG -1-59-15
- Arp 223
- PGC 70986